# Iris oratoria
Iris oratoria és una espècie d'insecte mantodeu de la família Mantidae originària d'Europa i introduïda en hàbitats d'Orient mitjà, Àsia occidental i els Estats Units d'Amèrica.